# Henry Woodward
Henry Bolingbroke Woodward (Norwich, 24 de novembro de 1832 – 6 de setembro de 1921) foi um geólogo inglês.
Irmão de Bernard Bolingbroke Woodward (1816-1869), bibliotecário do Castelo de Windsor, e irmão do geólogo Samuel Pickworth Woodward (1821-1865). Filho do geólogo e antiquário Samuel Woodward (1790-1838) e tio do também geólogo Horace Bolingbroke Woodward (1848-1914).
Foi laureado com a medalha Wollaston de 1906 pela Sociedade Geológica de Londres.

## Obras
- "Monograph of the British Fossil Crustacea, Order Merostomata" 1866-1878
- "A Monograph of Carboniferous Trilobites" 1883-1884

Além destas monografias publicou numerosas outras. Publicou também vários artigos em jornais científicos. Foi editor do  "Geological Magazine" de sua criação entre 1864 e 1918